# 張曉 (萬曆進士)
張曉（1580年—1637年），字大照，又字浴咸，别號明衡，山東青州府益都縣人。

## 生平
万历二十八年（1600年）庚子科山東鄉試第二名举人，萬曆三十五年（1607年）丁未科进士，丁憂歸。萬曆四十年（1612年）服除，授大理寺评事，萬曆四十一年（1613年）擢为户部浙江司主事，监督徐州粮储。治理黄河，救济灾民，多有善政。四十四年升任户部湖广司员外郎、河南司郎中，外放大同府知府。四十八年（1620年）七月，升山西按察副使，分守口北道。天启二年（1622年），加升山西右参政，仍守口北道。三年考满，擢山西按察使。天启五年（1625年）吏部廷推，升都察院右佥都御史、巡抚宣府地方。六年閏六月，入为户部右侍郎，翌年二月，转左侍郎，总督仓场。七年五月，升兵部尚书兼右副都御史总督宣大山西等处军务兼理粮饷，时陪推为大同巡抚王点，着冠带闲住。
崇禎元年（1628年）加太子太師。七月，改太子太保、兵部尚書兼都察院右副都御史，仍总督宣大，以插汉部入寇大同，八月引疾乞歸，令候代。十月，以大同失事，被弹劾逮下狱。崇禎二年三月，论戍，发配广东。后赦归，崇禎十年卒于家。

## 家族
曾祖张云。祖父张俊。父张尧封，儒官。母宋氏。具庆下。兄张维、张标。弟张师。
元配孙氏，有六子一女，女儿嫁太仆寺少卿翟元佐。子张联翼，選貢，河南伊陽令。张联轸，天启甲子举人，佐父治边事练兵，里居構寇，有全城功。张联星，庠生。張聯箕，清順治乙未進士，官雲南澄江府知府。曾孫張虞熙，康熙癸巳进士，官宜君县知县。